# Ernst Brandis
Ernst Friedrich Eduard Brandis (* 22. April 1880 in Magdeburg; † 24. Dezember 1945 im Speziallager Nr. 1 Mühlberg/Elbe) war ein deutscher Reichsgerichtsrat.

## Leben
Brandis war der Sohn eines Oberlehrers evangelischer Konfession. Er legte 1902 die erste Staatsprüfung („gut“),  die zweite 1908 („gut“) ab und wurde im selben Jahr Assessor. Ab 1911 war er Amtsrichter beim Amtsgericht Berlin-Schöneberg und ab 1914 Landrichter beim LG II Berlin. Im Ersten Weltkrieg tat er Dienst als Hilfsreferent im Preußischen Kriegsministerium. In der Weimarer Republik erfolgten seine Ernennung zum Landgerichtsrat sowie 1920 zum Ministerialrat im Reichsjustizministerium.
Nach der Machtergreifung der Nationalsozialisten drängte Brandis 1936 in einer Erläuterung des Ministeriums zum sogenannten Blutschutzgesetz und den dazugehörigen Durchführungsverordnungen ausdrücklich darauf, dass diese gesetzlichen Bestimmungen andere Staaten anzuwenden haben, sofern diese das Haager Eheschließungsabkommen vom Jahre 1902 unterzeichnet hatten. Am 17. Januar 1936 wurde er stellvertretendes Mitglied des Reichsausschusses zum Schutze des deutschen Blutes, der sich mit Ehegenehmigungsanträgen von „jüdischen Mischlingen“ befasste. Vom 1. Januar 1937 bis zur Auflösung des Gerichts 1945 war Brandis Senatspräsident am Reichsgericht.
Nach Ende des Zweiten Weltkriegs setzte die amerikanische Besatzungsmacht in Leipzig Brandis als Vorsitzenden der Kommission zur Bewahrung der Sachwerte des Reichsgerichts ein. Nach der Übergabe der Stadt an die Rote Armee wurde er am 25. August 1945 in Leipzig zusammen mit 39 anderen Richtern des Reichsgerichts verhaftet und ohne Gerichtsverfahren zunächst im Leipziger Gerichtsgefängnis inhaftiert. Später wurde er in das sowjetische Speziallager Nr. 1 Mühlberg, das frühere Stalag IV B, verlegt. Brandis verstarb dort am 24. Dezember 1945.

## Parteizugehörigkeit
- seit 1920 Deutschnationale Volkspartei

## Ehrungen
- 1938 Silbernes Treudienst-Ehrenzeichen
- 1939 Goldenes Treudienst-Ehrenzeichen
- Kriegsverdienstkreuz II. Klasse

## Schriften

### Bücher
- Entschädigung für unschuldig erlittene Untersuchungshaft (eine systematisch-kritische Darstellung des Reichsgesetzes vom 14. Juli 1904). Leipziger juristische Inauguraldissertation, Leipzig 1905. (Digitalisat in der Google-Buchsuche-USA)
- (auch als Herausgeber) Miet- und Wohnungsrecht in Reich und Ländern (mit Anh.: Berlin), nach dem Stande von Mitte Januar 1925 mit den neuesten Vorschriften über Lockerung der Wohnungszwangwirtschaft. J. Bensheimer Verlag, Mannheim 1925.
- Der Gesetzentwurf über das Unehelichenrecht und seine Probleme. A. Metzner, Berlin 1929.
- Mieterschutz vom April 1933 ab. Gesetz über Räumungsfristen vom 29. März 1933. Bekanntmachung über Mieterschutz vom 27. April 1933. Vahlen, Berlin 1933.
  - 1935 als 2., völlig neu bearbeitete Auflage: Mieterschutz im neuen Reich. Räumungsfristen, Vollstreckungsschutz, Einheitsmietvertrag. Eine Darstellung der einschlägigen Bestimmungen.
  - 1936 als 3. Auflage, völlig neu bearbeitet und erweitert unter Mitwirkung von Ernst Ludwig Rexroth: Mieterschutz im neuen Reich. Verhinderung unberechtigter Mietsteigerungen. Räumungsfristen, Vollstreckungsschutz, Güteverfahren, Einheitsmietvertrag. Eine Darstellung der reichs- und landesrechtlichen Bestimmungen nach dem Stande vom September.
- Vereinheitlichung der Zuständigkeit in Familiensachen. Eine Darstellung der Verordnung vom 31. Mai 1934 und der dazu ergangenen Durchführungsbestimmung vom 27. Juli 1934 für den praktischen Gebrauch der Justizbehörden, der Standesämter und ihrer Aufsichtsbehörden mit Musterbeispielen. Verlag für Standesamtswesen, Berlin 1934.
- Die Ehegesetze von 1935. Gesetz zum Schutze des deutschen Blutes und deutschen Ehre mit den einschlägigen Vorschriften des neuen Reichsbürgerrechts. Gesetz zum Schutze der Erbgesundheit des deutschen Volkes (Ehegesundheitsgesetz). Weitere Fortschritte der Rechtseinheit in Familiensachen. Mit sämtlichen Durchführungsbestimmungen und Ministerialerlassen für den praktischen Gebrauch des Standesbeamten. Verlag für Standesamtswesen, Berlin 1936. Wurde nach Kriegsende in der Sowjetischen Besatzungszone auf die Liste der auszusondernden Literatur gesetzt.[5]
- Herausgegeben mit Franz Massfeller: Das neue Personenstandsgesetz vom 3. November 1937. Mit Einführung, amtlichen Begründungen, kurzen Bemerkungen und einer vergleichenden Zusammenstellung der alten und neuen Vorschriften. Verlag für Standesamtswesen, Berlin 1937.
- Mit Franz Massfeller: Das neue Personenstandsgesetz vom 3. November 1937 und Ausführungsvorschriften. Verlag für Standesamtswesen, Berlin 1938.
- Mit Franz Massfeller: Gesetzgebung im Personenstandswesen. Enthält die das Arbeitsgebiet des Standesbeamten berührenden Gesetze, Verordnungen und Erlasse nach dem Stichtage vom 1. Februar 1939. Verlag für Standesamtswesen, Berlin 1939.

### Aufsätze
- „Haftung aus Vermögensübernahme und Konkurs“, Juristische Rundschau 1932, S. 1, 14.